# Liste der Naturdenkmale in Gersheim
Die Liste der Naturdenkmale in Gersheim nennt die auf dem Gebiet der Gemeinde Gersheim im Saarpfalz-Kreis im Saarland gelegenen Naturdenkmale.

## Naturdenkmale
| Bild | Bezeichnung  | Ort                                                 | Beschreibung   | Art | Nr.                            |
| ---- | ------------ | --------------------------------------------------- | -------------- | --- | ------------------------------ |
| BW   | Bergulmen    | Gersheim Medelsheim 49° 8′ 28,8″ N, 7° 15′ 45,6″ O) | 1999 gelöscht. |     | ND-337-SPK-GER (ex: D 6.07.01) |
| BW   | Rosskastanie | Gersheim Reinheim 49° 8′ 10,8″ N, 7° 11′ 31,2″ O)   |                |     | ND-338-SPK-GER (ex: D 6.07.02) |
| BW   | Stieleiche   | Gersheim Seyweiler 49° 10′ 9,8″ N, 7° 16′ 17,1″ O)  |                |     | ND-339-SPK-GER (ex: D 6.07.03) |

## Belege
1. ↑  Naturdenkmale im Saarpfalz-Kreis. (pdf; 32 kB) Der Saarpfalz-Kreis. Die Kreisverwaltung, archiviert vom Original (nicht mehr online verfügbar) am 6. August 2016; abgerufen am 29. Juni 2016.
2. ↑  Landesamt für Umwelt-
 und Arbeitsschutz:
 ND in Gersheim
3. ↑  Lösch-Verordnung D.6.07.01

- Karte mit allen Koordinaten:
- OSM |
- WikiMap